# 觀塘裁判法院

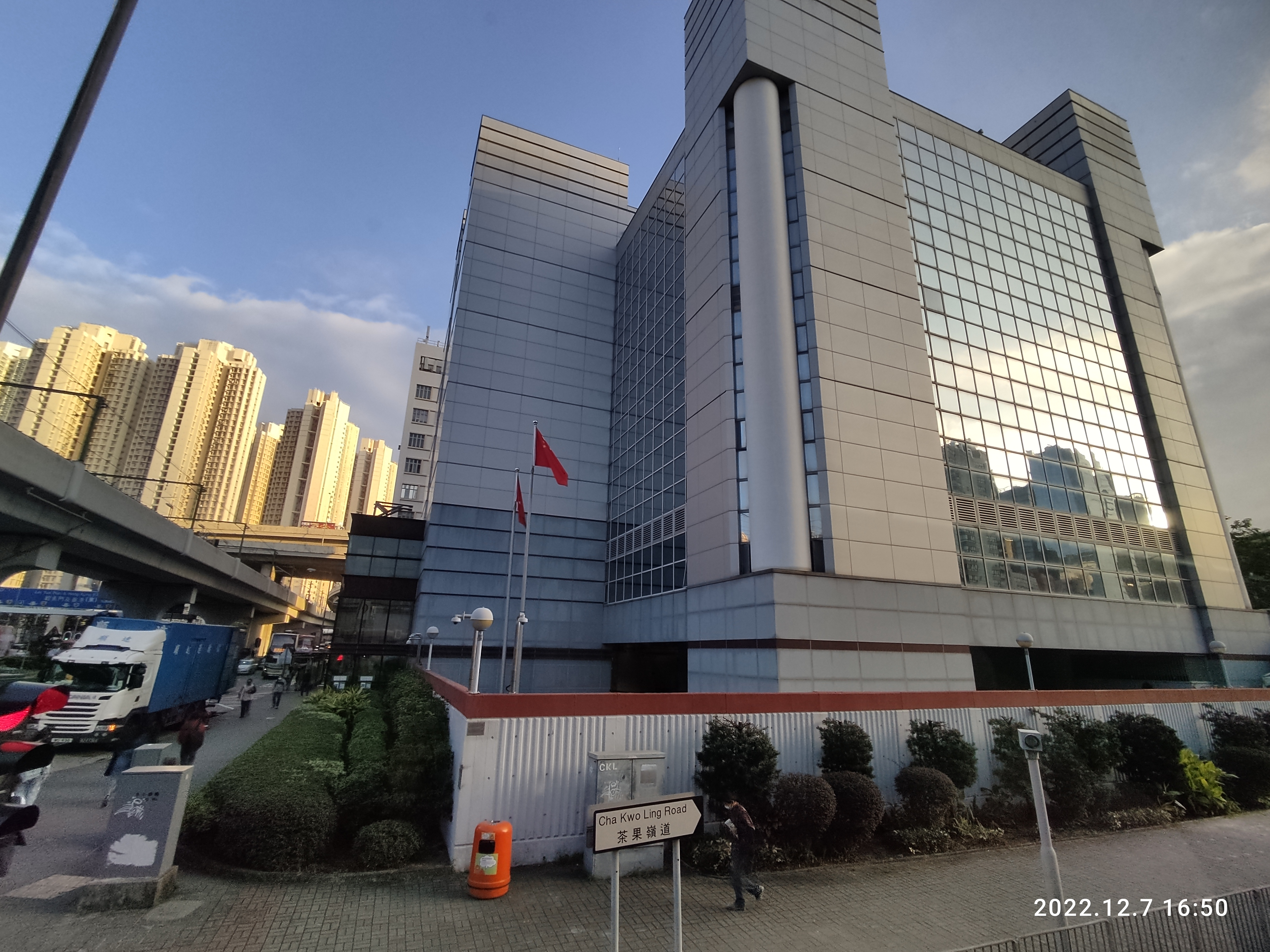
鯉魚門道和茶果嶺道交界的觀塘法院大樓

觀塘裁判法院（英語：Kwun Tong Magistrates' Courts；案号代码KT），舊稱觀塘裁判司署（英語：Kwun Tong Magistracy）或稱觀塘法院（英語：Kwun Tong Law Courts），是香港的一個裁判法院，位處九龍觀塘鯉魚門道10號觀塘法院大樓（即東九龍政府合署旁），是九龍東（黃大仙及觀塘）至西貢區（包括將軍澳新市鎮）最初級的刑事法院，共設8個法庭。
早年觀塘裁判司署位於觀塘政府合署內，因配合觀塘市中心重建而被拆卸。
觀塘法院大樓於1984年10月15日由時任最高法院首席按察司的羅弼時爵士啟用，屬多層實用建築，外牆以銀色玻璃幕牆和白色磁磚相間組成。2011年，經過外牆粉飾工程後，大樓變成銀色。